# Żeberko ochronne

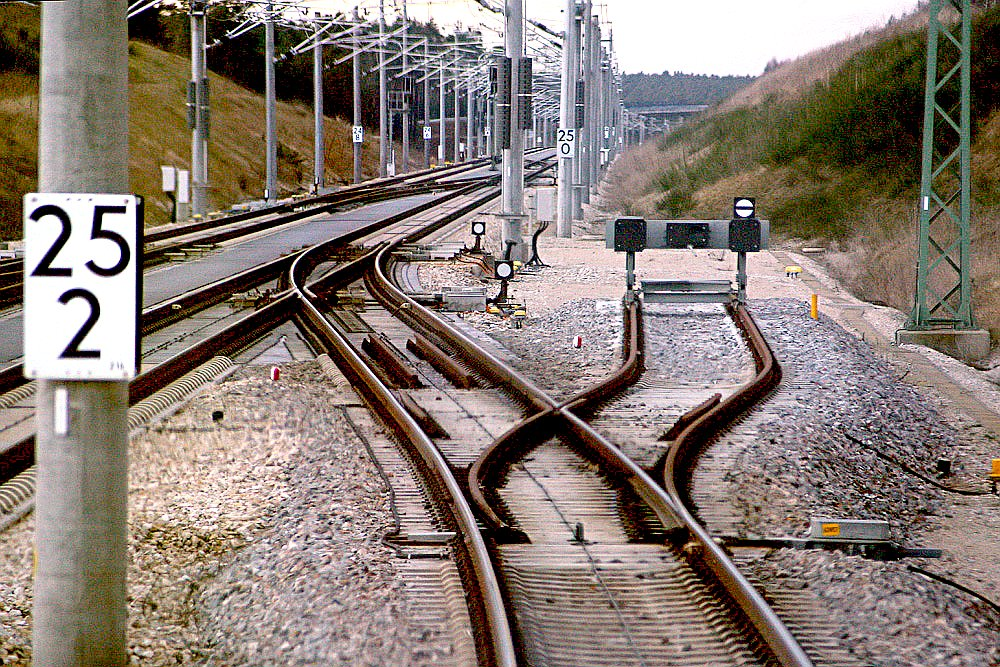
Żeberko ochronne zakończone kozłem oporowym

Żeberko ochronne – stosowany na sieci PKP Polskie Linie Kolejowe tor specjalnego przeznaczenia zakończony kozłem oporowym. Służy ono jako zabezpieczenie drogi przebiegu dla pociągów przed niespodziewanym najechaniem na nią z torów bocznych przez inne pociągi lub tabor kolejowy.
Żeberko ochronne może być również wykorzystywane jako tor magazynowy ładunkowy, i jako dodatkowy tor boczny.

## Trap points
W niektórych krajach, a w szczególności w Wielkiej Brytanii, zamiast żeberek ochronnych stosuje się powszechnie konstrukcje o nazwie "trap points" lub "catch points", czyli krótkie ślepe zwrotnice, czasem z pojedynczą iglicą, które realizują funkcję wykolejnicy.

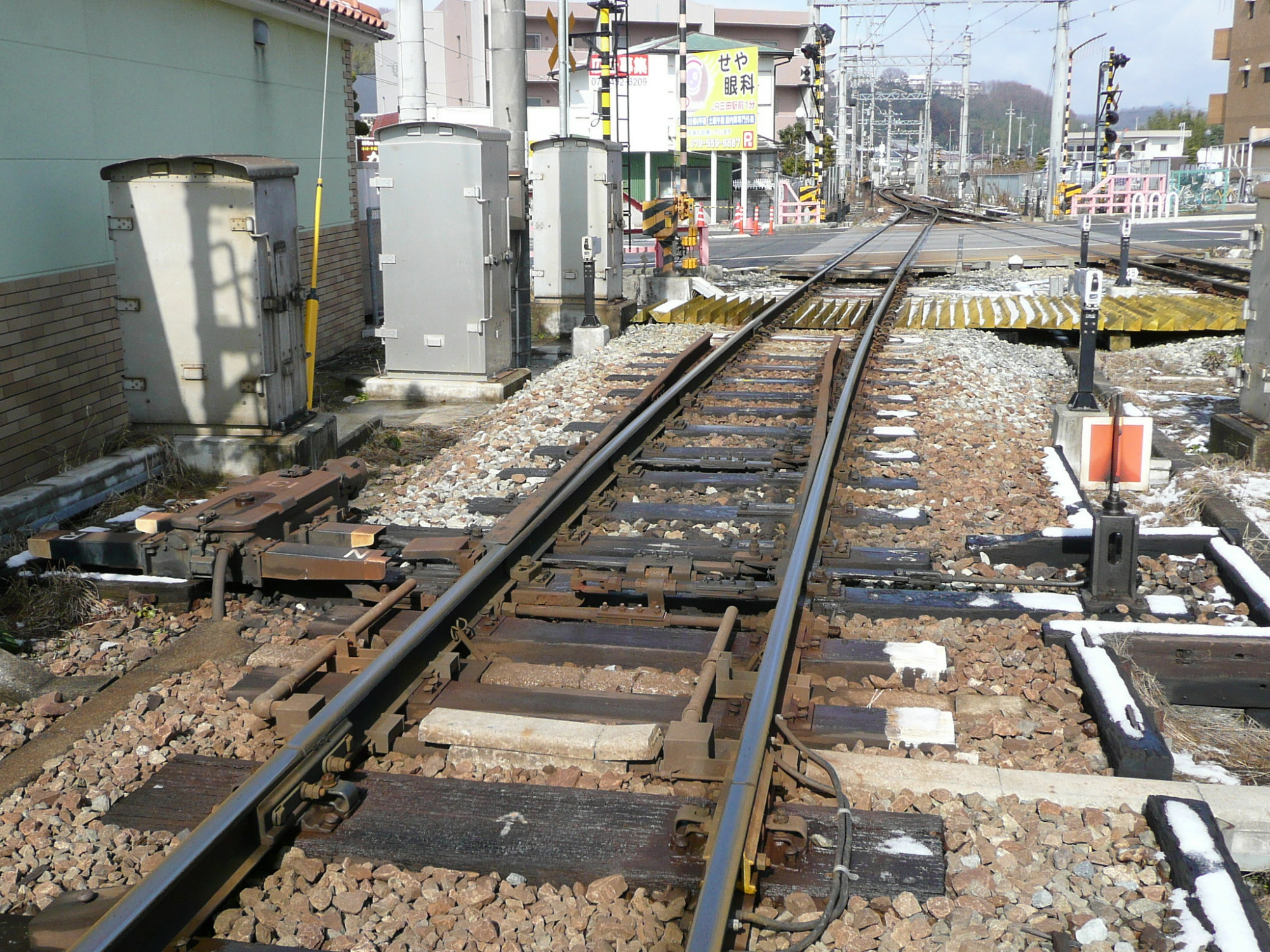
Trap point w japońskiej stacji Dojo-Minamiguchi
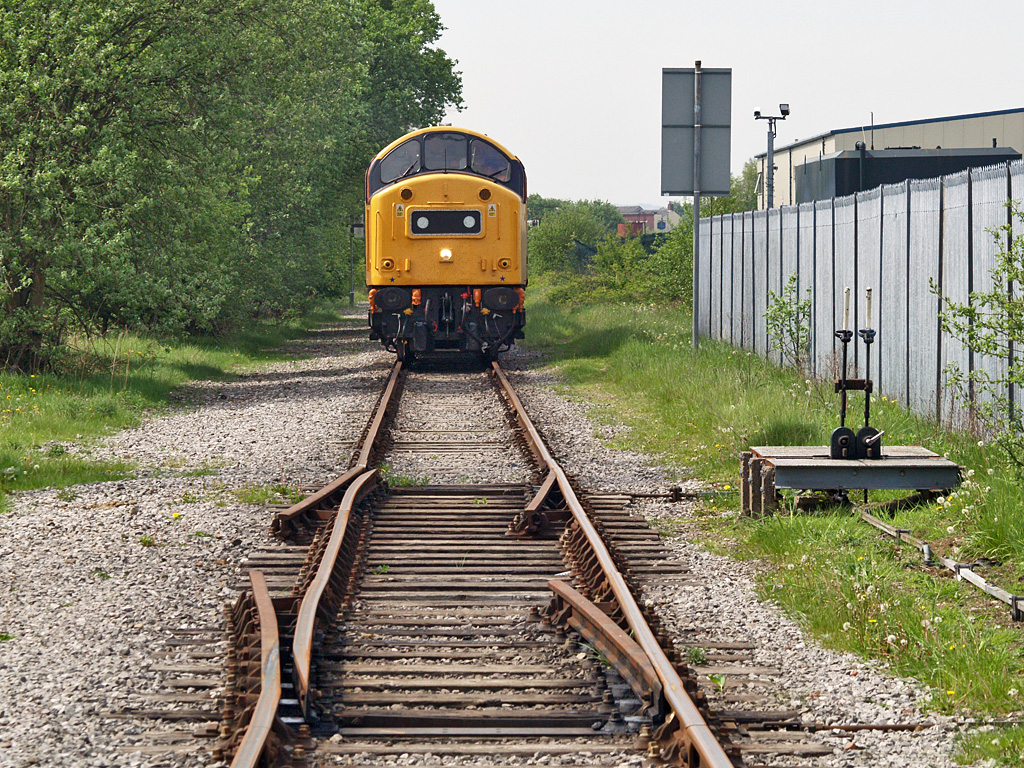
Dwa trap points zamontowane w przeciwnych kierunkach
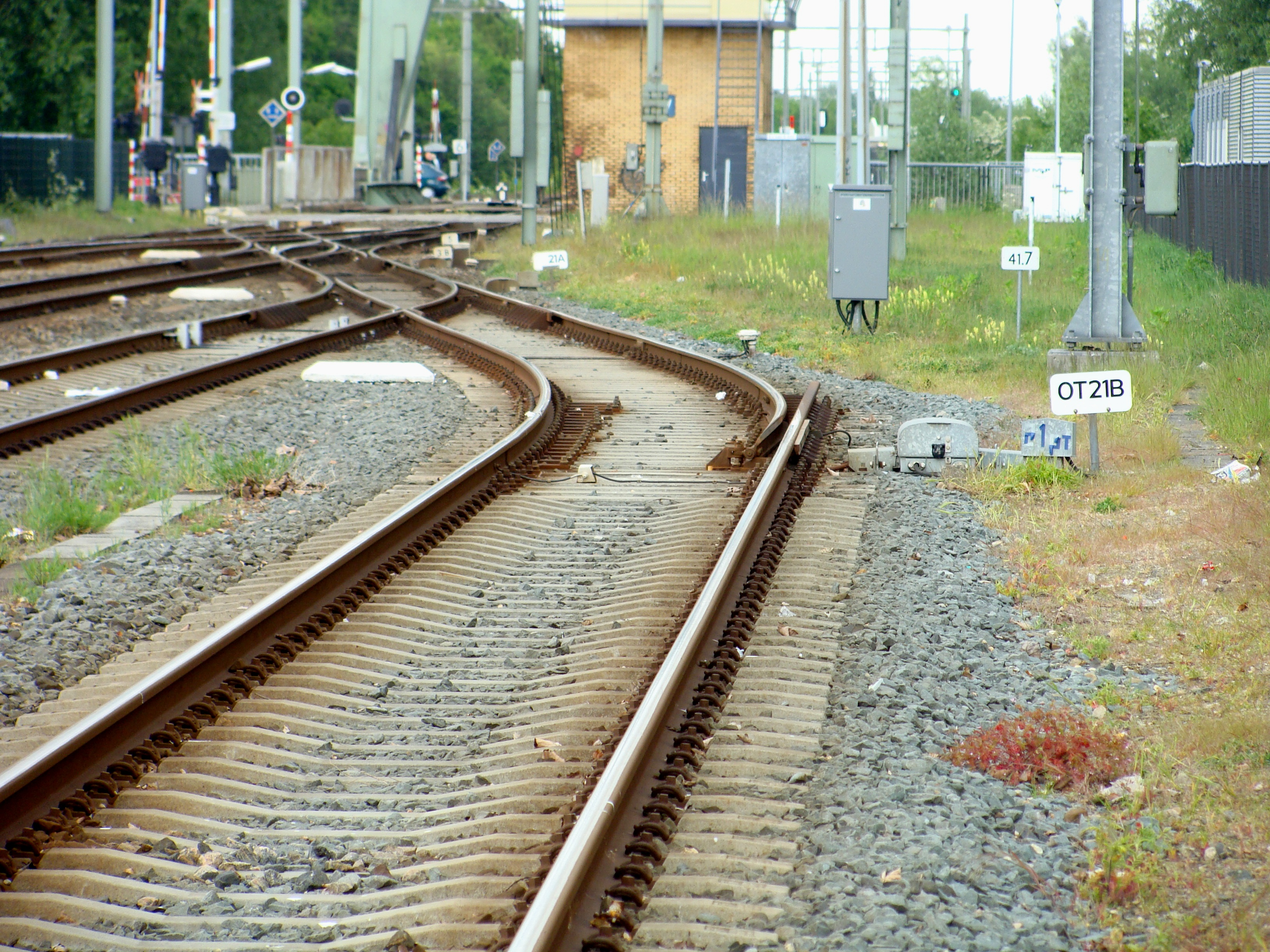
Trap point w holenderskim Alkmaar